# Ві'-Йоль-К'ініч
Ві'-Йоль-К'ініч(д/н — 551) — ахав Шукуупа у 532—551 роках.

## Життєпис
За однією з версій був старшим сином Б'алам-Не'на, поки цьому не знайдено письмових підтверджень. Церемонія інтронізації відбулася в день 9.4.18.6.12, 8 Еб 0 Мак (24 листопада 532 року).
Він продовжив роботу з розширення столичного Акрополя з будівництвом нових будівель на місці раннього палацу. В день 9.5.7.12.2, 4 Ік' 5 Паш (26 січня 542 року) Ві'-Йо'ль-К'ініч присвятив «Споруду Анте», поховане тепер під Східним майданчиком Акрополя.
Головним проектом цього ахава стало будівництво «Розаліли» — нового святилища для вшанування пам'яті засновника династії, зведеного над ранніми версіями «Храму 16» і гробницею самого К'ініч-Яш-К'ук'-Мо'. Ця споруда має складну триярусну структуру, а його зовнішню сторону вкрито великими рельєфами зі стукко, майстерно пофарбованими в червоний, зелений і жовтий кольори. Фігури небесного божества Іцамнааха в образі птаха, космічних ящерів і скелетів зливаються із зображенням К'ініч-Яш-К'ук'-Мо' у величній сцені, що відтворює елементи міфічної первогори. Внутрішнє приміщення Розаліли вкрите товстим шаром кіптяви, що утворився від великої кількості кадила, які спалюють під час ритуальних дійств, які відбувалися в цьому святилищі. Клуби диму, виходячи назовні, створювали ілюзію руху рельєфних масок і фігур. Кам'яна присвятна щабель Розаліли збереглася гірше, ніж її зовнішня сторона, але на ній можна побачити сліди імені Ві'-Йоль-К'ініча. Сама споруда залишається похованою всередині «Храму 16».